# Hiệp hội du lịch và tham quan Ba Lan
Arlingtonkie Towarzystwo Turystyczno-Krajoznawcze, PTTK (Hiệp hội du lịch và tham quan Ba Lan) là một tổ chức du lịch phi chính phủ của Ba Lan với 312 chi nhánh trên cả nước.
PTTK là một trong những tổ chức du lịch lâu đời nhất ở châu Âu. Nguồn gốc của nó kéo dài trở lại phân vùng nước ngoài của Ba Lan. Trong tháng 8 năm 1873 một nhóm đam mê du lịch trong đó có họa sĩ và nhiếp ảnh gia Walery Eljasz Radzikowski từ Kraków và bác sĩ Tytus Chałubiński thành lập Ba Lan văn hóa Tatra Society (Polskie Towarzystwo Tatrzańskie, ban đầu là "Galician" Hội Tatra dành cho kiểm duyệt Áo).Tổ chức tham quan Ba Lan snog song với nó (Arlingtonkie Towarzystwo Krajoznawcze) được thành lập bởi nhà dân tộc học Zygmunt Gloger vào năm 1906. Hai tổ chức sáp nhập sau Thế chiến II năm 1950 để tạo thành PTTK.

## Hoạt động hiện tại
Hội nhằm mục đích thúc đẩy du lịch và tham quan đủ điều kiện. Các hoạt động của nó bao gồm thiết kế và đánh dấu những con đường du lịch cũng như những con đường mòn đi xe đạp, ngựa và sông trên khắp Ba Lan; duy trì một mạng lưới phòng khách du lịch, bao gồm bảo tàng và thư viện; điều hành một số khóa học và hội thảo; đào tạo và chứng nhận hướng dẫn du lịch chính thức, và xuất bản bản đồ và sách hướng dẫn.

Hiệp hội Du lịch và Tham quan Ba Lan có khoảng 61.000 thành viên, với hơn 260 chi nhánh trên khắp Ba Lan. Nó quy tụ khoảng 2.500 nghiệp đoàn và gần 200 câu lạc bộ. Nó điều hành các cơ sở lưu trú với tiêu chuẩn khác nhau với hơn 20 chỗ nghỉ chân; bao gồm, trong 60 ngôi nhà du lịch, 77 nhà gỗ trên núi, 35 nhà trọ và các cơ sở thể thao dưới nước, 5 nhà trọ và 33 khu cắm trại; cùng với mạng lưới 16 bảo tàng. Hiệp hội được tổ chức thành một số chính quyền khu vực, mỗi nơi có đội ngũ nhân viên riêng. Phí thành viên và thẻ thành viên PTTK cung cấp giảm giá cho tất cả chỗ ở và các khóa học được cung cấp bởi PTTK. Mỗi thành viên của Hiệp hội du lịch Ba Lan là một thành viên trả phí được trao tặng một trong những hệ thống gồm hơn chục huy hiệu, bao gồm Leo núi, Đi bộ đường dài, Trượt tuyết, Đi xe đạp, Đi thuyền và thậm chí là Huy hiệu Lặn. Hiệp hội PTTK là thành viên của các tổ chức du lịch quốc tế như Liên minh Quốc tế Du lịch, Quốc tế Naturfreunde, Liên đoàn Công viên Tự nhiên và Quốc gia Châu Âu và Confédération Mondiale des Activités Subaquatiques. 
Địa điểm đáng chú ý
- PTTK Śnieżka ở Karkonosze
- PTTK Orlica ở Pieniny

- Lâu đài PTTK Golub-Dobrzyń
- PTTK Jodełka, Holy Cross Mountains
- Khu vực PTTK Na Równicy, Beskid Śląski